# Шалость (сборник)
«Шалость» первоначальное название «Шалопаи и благодушные. Альманах Антоши Чехонте с рисунками Чехова» — первый сборник рассказов А. П. Чехова, проиллюстированный его братом Николаем, был подготовлен в середине 1882 года. Он состоял из 12 рассказов, но так и не был издан.

## История
Рассказы, включённые в сборник, были написаны ещё в «пору литературного ученичества». В Государственном музее истории российской литературы имени В.И. Даля сохранились только два сигнальных экземпляра сборника, но без титульных листов , последних страниц и оглавления. Для этого издания братом писателя и художником Н. П. Чеховым были выполнены рисунки. По словам М. П. Чехова, книга была напечатана, сброшюрована и проиллюстрирована, но ей не хватало обложки. Почему сборник не вышел в свет, он не знал.  
В архиве Московского цензурного комитета был обнаружен запрос от 19 июня 1882 г. Типографии Н. Коди, издававшей в том числе журнал «Зритель», с просьбой выдать "билет для предоставления в корректурных листах книги под названием «Шалопаи и благодушные. Альманах Антоши Чехонте с рисунками Чехова», в которой будет 7 печатных листов". Комитет отказал в тот же день с формулировкой "по неимению в виду закона для разрешения настоящего прошения". 30 июня того же года Типография Н. Коди обратилась с аналогичной просьбой на этот раз книги А. Чехонте  «Шалость», "в состав которой входят статьи уже печатавшиеся разновременно в подцензурных изданиях. <...> Статьи, которые ещё не были напечатаны будут доставлены в рукописи". Прошение было написано рукой самого А. П. Чехова. На этот раз "билет", право на предоставление книги в цензуру, был выдан. Цензором был действительный статский советник В. Я. Фёдоров. Решение Фёдорова в документах цензурного комитета не отражено, но очевидно, оно было отрицательным, так как книга не вышла. В апреле 1885 года Чехов писал Н. А. Лейкину: "все мои отборные рассказы, по московским понятиям, подрывают основы". 
До сборника большинство рассказов было издано в еженедельниках и газетах «Стрекоза», «Минута» и других в 1880—1882 годах. Поздним был рассказ «Летающие острова», который вышел в сатирическом еженедельнике «Будильник» в 1883 году с подписью «А. Чехонте». Рассказ «Жёны артистов» из сборника «Шалость» был потом опубликован в сборнике «Сказки Мельпомены» 1884 года издания.
Писатель стремился реализовать себя в коротком рассказе, что и было выражено в таких сборниках как «Шалость» и «Сказки Мельпомены». Сборник «Шалость» написан в пародийном жанре. В нём сконцентрирован материал, который удовлетворяет идейно-художественному единству, что было характерно для Чехова и при составлении других сборников рассказов в 1880-х годах.

## Состав
В таблице рассказы приведены в хронологическом порядке, в сборнике "Шалость" последовательность была иной: «Жены артистов» (6), «Папаша» (3), «Петров день» (7), «За двумя зайцами погонишься, ни одного не поймаешь» (2), «Исповедь, или Оля, Женя, Зоя» (11), «Грешник из Толедо» (10), «Темпераменты» (8), «Летающие острова» (12), «Перед свадьбой» (5), «Письмо к ученому соседу» (1), «В вагоне» (9), «Тысяча одна страсть, или Страшная ночь» (4). В скобках приведены номера по хронологической таблице. Как было сказано выше, в обеих сохранившихся копиях в 96 и в 112 страниц отсутствуют последние страницы и оглавления. Поэтому последний рассказ «Тысяча одна страсть, или Страшная ночь» публикуется в Полном собрании сочинений Чехова по журнальной копии, а не по частично сохранившемуся варианту из сборника, хотя правка в него была внесена.
| №  | Название                                           | Первая публикация | Первая публикация                | Первая публикация                                                                              |
| №  | Название                                           | Год               | Издание                          | Первоначальное заглавие                                                                        |
| -- | -------------------------------------------------- | ----------------- | -------------------------------- | ---------------------------------------------------------------------------------------------- |
| 1  | Письмо к учёному соседу                            | 1880              | «Стрекоза», № 10, 9 марта        | Письмо донского помещика Степана Владимировича N к ученому соседу д-ру Фридриху                |
| 2  | За двумя зайцами погонишься, ни одного не поймаешь | 1880              | «Стрекоза», № 19, 11 мая         | За двумя зайцами погонишься, ни одного не поймаешь (Роман в одной части без пролога и эпилога) |
| 3  | Папаша                                             | 1880              | «Стрекоза», № 26, 29 июня        |                                                                                                |
| 4  | Тысяча одна страсть, или Страшная ночь             | 1880              | «Стрекоза», № 30, 27 июля        | В сборнике "Шалость" с подзаголовком "(Робкое подражание Виктору Гюго)"                        |
| 5  | Перед свадьбой                                     | 1880              | «Стрекоза», № 41, 12 октября     | Перед свадьбой (Посвящаю милой сердцу)                                                         |
| 6  | Жёны артистов                                      | 1880              | «Минута», № 7, 7 декабря         | Португальская легенда на русский манер о жёнах артистов                                        |
| 7  | Петров день                                        | 1881              | «Будильник», № 26, 29 июня       | Двадцать девятое июня                                                                          |
| 8  | Темпераменты                                       | 1881              | «Зритель», № 5, 17 сентября      |                                                                                                |
| 9  | В вагоне                                           | 1881              | «Зритель», № 9, 29 сентября      | Извлечение из путевого журнала                                                                 |
| 10 | Грешник из Толедо                                  | 1881              | «Зритель», № 25 и 26, 23 декабря |                                                                                                |
| 11 | Исповедь, или Оля, Женя, Зоя                       | 1882              | «Будильник», № 12, 20 марта      |                                                                                                |
| 12 | Летающие острова                                   | 1882              | «Будильник», 1883, № 19, 21 мая  |                                                                                                |

## Комментарии
1. ↑  Традиционно с этим не осущевленным сборником связывали эскиз обложки "На досуге. Антоши Чехонте. Рис. Н. П. Чехова", переданный в 1965 году М. М. Дюковским в Московский музей Чехова. М. П. Громов не считает связь с этого эскиза со сборником, получившим название "Шалость", окончательно доказанной. Кроме того, выбору этого названия могло помешать существование с 1878 года в Санкт-Петербурге юмористического альманаха "На досуге"[1]
2. ↑  Датируется по дате подготовки сборника, в журнале "Будильник" рассказ был опубликован позднее